# Dominique Rakotorahalahy
Dominique Rakotorahalahy (ur. 3 sierpnia 1944 w Ambositrze, zm. 7 stycznia 2021 tamże) – madagaskarski lekkoatleta, wieloboista, olimpijczyk.
Wziął udział w igrzyskach olimpijskich 1968, na których wystartował w dziesięcioboju. Nie ukończył zawodów. Był najmłodszym Madagaskarczykiem na tych igrzyskach.
Jego rekord życiowy w dziesięcioboju ustanowiony w 1968 wyniósł 5937 punktów.